# Ejvind Blach
Ejvind Mollerup Blach, född 31 december 1895 i Köpenhamn, död 1 oktober 1972 i Frederiksberg, var en dansk landhockeyspelare.
Blach blev olympisk silvermedaljör i landhockey vid sommarspelen 1920 i Antwerpen.